# Fatti di Battipaglia
I fatti di Battipaglia furono violenti scontri tra forze dell'ordine e manifestanti che ebbero luogo a Battipaglia il 9 aprile 1969.

## Storia
Il 9 aprile 1969 Battipaglia fu teatro di gravi incidenti al diffondersi della notizia della programmata chiusura di due fabbriche nei settori della manifattura dei tabacchi e della lavorazione dello zucchero. Per la città ciò equivaleva a una vera e propria sciagura socio-occupazionale, dal momento che una consistente fetta della popolazione dipendeva economicamente dalle attività in questione, considerando le coltivazioni collegate e l'indotto. Di conseguenza, vennero indette manifestazioni di protesta e cortei, che sfociarono in drammatici scontri con le forze dell'ordine quando all'assedio dei dimostranti la polizia rispose sparando sulla folla.
Al termine della giornata si contarono due morti: Carmine Citro, operaio tipografo di 19 anni, e Teresa Ricciardi, insegnante in una scuola media che fu raggiunta al petto da una pallottola mentre era affacciata alla finestra di casa sua.
Le cariche della polizia si susseguirono per l'intero pomeriggio, contandosi in tutto circa 200 feriti (la metà dei quali da arma da fuoco) fra i dimostranti e un centinaio tra i membri delle forze dell'ordine. Il giorno seguente la folla scese di nuovo in piazza, bloccando le ferrovie e le strade (compresa l'autostrada), devastando la stazione, dando fuoco al municipio, danneggiando diverse automobili, ed assediando il commissariato di polizia e la caserma dei carabinieri. Giunta al Governo una notizia, rivelatasi infondata, relativa a ben 50 morti dovuti alle proteste, si decise di trovare un accordo per la riapertura delle due aziende, al fine di scongiurare ulteriori insurrezioni.